# Anne-Catherine Helvétius

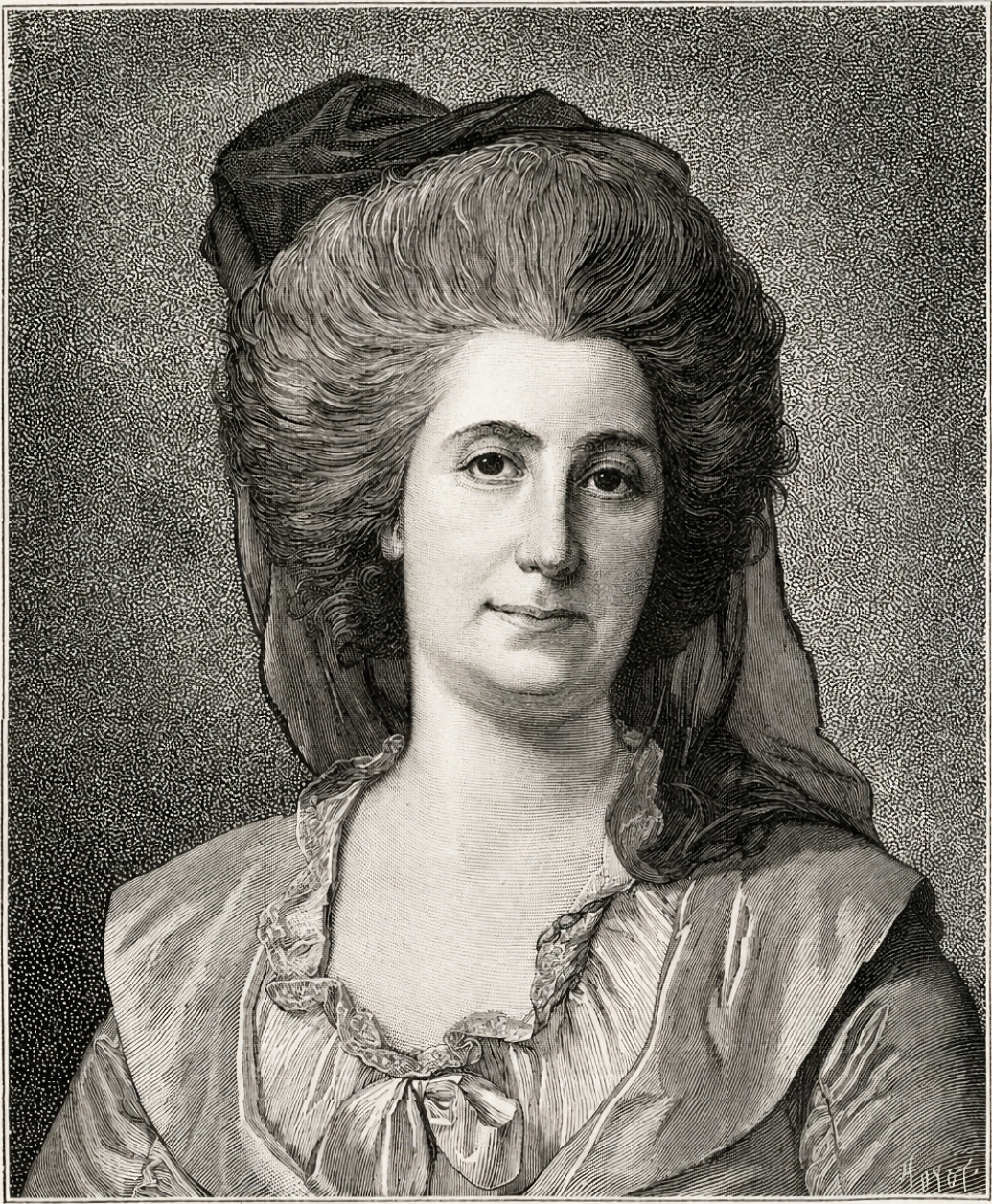
Anne-Catherine de Ligniville Helvétius

Anne-Catherine de Ligniville, känd som Madame Helvétius, smeknamn "Minette", född 23 juli 1722, död 12 augusti 1800, var en fransk salongsvärd. Hon var gift med filosofen Helvétius. 
Som ett av 21 barn till Jean-Jacques de Ligniville och Charlotte de Saureau och syskonbarn till Françoise d'Issembourg d'Happoncourt, (Madame de Graffigny) gifte hon sig med filosofen Claude-Adrien Helvétius år 1751 och höll därefter i fem decennier en berömd salong som samlade upplysningstidens mest kända personligheter. 
Bland hennes gäster fanns Julie de Lespinasse och Suzanne Necker och författare som Fontenelle, Diderot, Chamfort, Duclos, Saint-Lambert, Marmontel, Roucher, Saurin, André Chénier och Volney. Tänkare som Condorcet, d’Holbach, Turgot, l’abbé Sieyès, l’abbé Galiani, Destutt de Tracy, l’abbé Beccaria, l’abbé Morellet, Buffon, Condillac och Raynal mötte där vetenskapare som d’Alembert, Lavoisier, Cuvier och Cabanis. Skulptören Houdon, baron Gérard och andra ledande personer som Charles-Joseph Panckoucke och François-Ambroise Didot tillhörde också deltagarna. Politiker som Malesherbes, Talleyrand, Madame Roland och hennes make Roland de la Platière, Thomas Jefferson, Benjamin Franklin (som friade till henne), Mirabeau, Pierre Daunou, Garat, Nicolas Bergasse och Napoleon Bonaparte kunde också hittas bland hennes gäster.
Helvétius avled i Auteuil.